# The AAPS Journal
Das AAPS Journal ist eine wissenschaftliche Fachzeitschrift, die vom Springer-Verlag veröffentlicht wird. Die Zeitschrift ist ein offizielles Publikationsorgan der American Association of Pharmaceutical Scientists und erscheint derzeit mit vier Ausgaben im Jahr. Es werden Arbeiten aus allen Bereichen der pharmazeutischen Wissenschaften veröffentlicht.
Der Impact Factor lag im Jahr 2014 bei 3,799. Nach der Statistik des ISI Web of Knowledge wird das Journal mit diesem Impact Factor in der Kategorie Pharmakologie und Pharmazie an 50. Stelle von 254 Zeitschriften geführt.